# Taixue

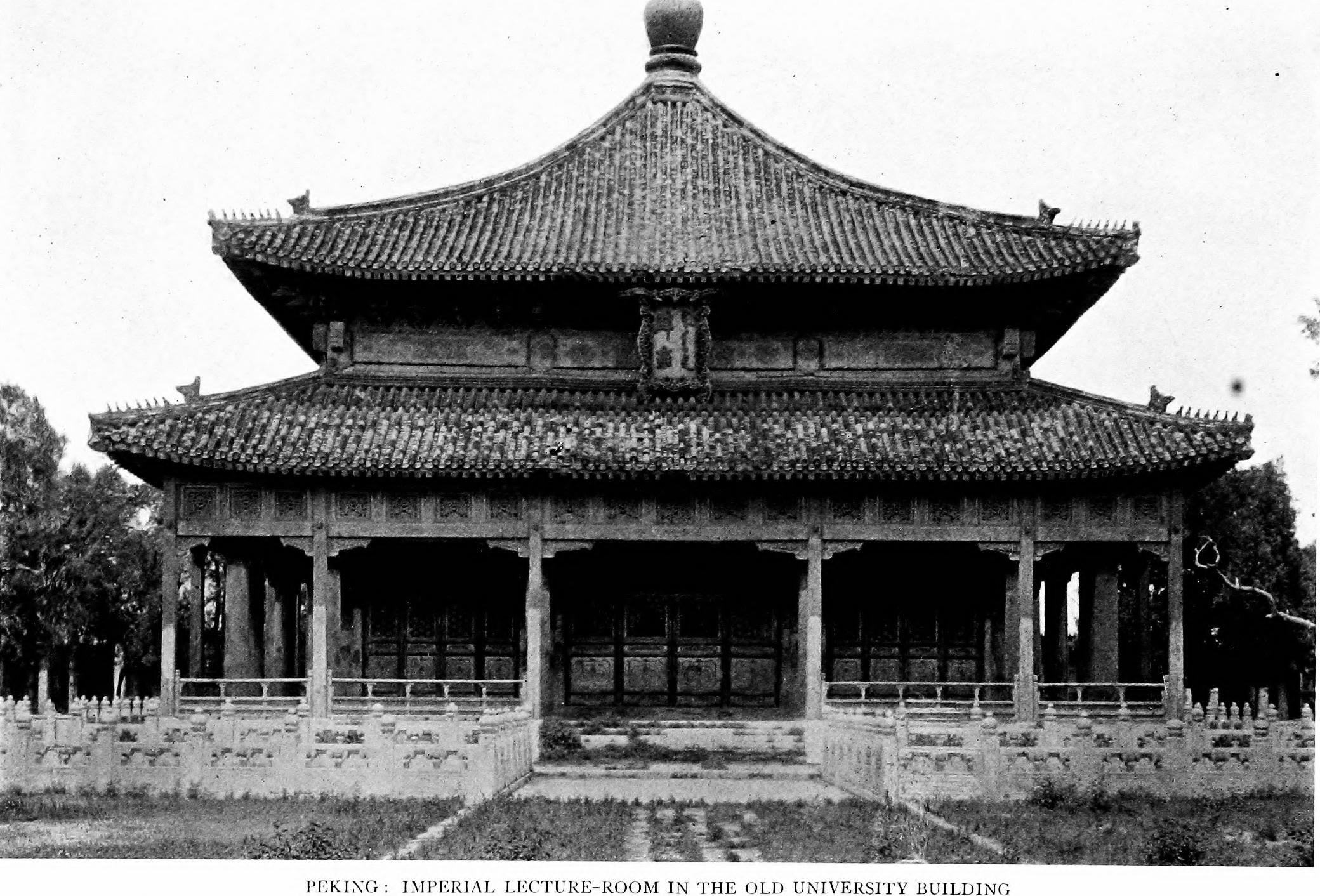
Aula Imperial en el antiguo edificio de la Universidad

Taixue (Tai-shueh; en chino tradicional, 太學; en chino simplificado, 太学; literalmente, ‘Mayor Estudio o Aprendizaje’), a veces llamada también "Academia Imperial", "Escuela Imperial", "Universidad Imperial" o "Universidad Imperial Central", fue el establecimiento educativo de más alto rango en la antigua China creado durante la dinastía Han. La dinastía Sui instituyó reformas importantes, otorgando a la academia imperial un papel administrativo más importante y rebautizándola como Guozijian (國子監). Como Guozijian, la institución fue mantenida por sucesivas dinastías hasta que fue finalmente abolida en 1905, cerca del final de la dinastía Qing.
El Taixue enseñó confucianismo y literatura china, entre otras cátedras, para puestos de alto nivel en el servicio civil, aunque un sistema de servicio civil basado en exámenes competitivos en lugar de recomendaciones no se introdujo hasta la dinastía Sui y no se convirtió en un sistema maduro hasta la dinastía Song (920–1279). 

## En la dinastía Han
La universidad albergó a 30.000 estudiantes y académicos durante el siglo II. Esto proporcionó a la dinastía Han burócratas bien educados para ocupar puestos de servicio civil en el gobierno imperial. El primer sistema escolar gubernamental a nivel nacional en China se estableció en el año 3 d. C. bajo el emperador Ping de Han, con el Taixue ubicado en la capital de Chang'an y escuelas locales establecidas en las prefecturas y en las principales ciudades de los condados más pequeños.

## En la dinastía Song
La Universidad Imperial (Taixue) en Kaifeng fue creada como parte de las Reformas Qingli para brindar educación a los hijos de los plebeyos y funcionarios de bajo rango. Fue la única institución que sobrevivió a la reversión de las reformas.
Las nuevas políticas de Wang Anshi incluyeron una importante reforma educativa, incluyendo un mayor énfasis en los clásicos confucianos a expensas de la poesía y la reorganización del sistema de exámenes. La universidad se amplió de 200 estudiantes en 1051 a 2.400 en 1079 y se reestructuró en tres salas: Exterior, Interior y Superior. Los estudiantes pasaron de uno a otro y al graduarse quedaron calificados para el puesto de funcionario.
El sistema de las Tres Salas sobrevivió a la desmantelación parcial de las Nuevas Políticas y se utilizó como modelo para las escuelas prefecturales. La universidad estaba en la cima del sistema jerárquico, con estudiantes avanzando de un nivel a otro y de una escuela a otra sobre la base de exámenes y recomendaciones de los profesores. En 1106 se introdujo un nuevo camino de avance de las «ocho virtudes», en el que los estudiantes recomendados por su conducta virtuosa pasaban un año en la escuela de la prefectura y luego pasaban al Salón Superior de la universidad.
La universidad tenía 3.800 estudiantes en 1103, de los cuales 3.000 estaban en el Salón Exterior, que tenía un campus separado al sur de la capital, 600 en el Salón Interior y 200 en el Salón Superior, y entre diez y sesenta hombres se graduaban cada año.
Tras la caída de los Song del Norte, la universidad fue refundada en 1142 en Hangzhou, la nueva capital, con un cupo de estudiantes de 300, que aumentó a 1 000 en 1148. A lo largo de la dinastía Song del Sur, los estudiantes de la Universidad Imperial, a los que solían unirse los estudiantes de otras escuelas de la capital, se convirtieron en uno de los grupos políticos más visibles e influyentes, por ejemplo, saliendo a las calles a protestar por diversos temas de política interna o externa. En ocasiones, sus protestas condujeron a la destitución de prefectos e incluso de consejeros principales.